# Nagroda im. księdza Józefa Tischnera
Nagroda Znaku i Hestii im. księdza Józefa Tischnera – coroczna nagroda ufundowana w 2001 roku przez miesięcznik i Wydawnictwo „Znak” oraz Sopockie Towarzystwo Ubezpieczeń ERGO Hestia.
Kapitułę nagrody tworzy jury w składzie: ks. Adam Boniecki (członek honorowy),Wojciech Bonowicz, Paweł Dangel, Witold Dudziński, Magalena Czaryńska-Jachim, Tomasz Stawiszyński, Dominika Kozłowska, Władysław Stróżewski, Piotr Śliwicki, Karolina Wigura, Henryk Woźniakowski i Łukasz Tischner (sekretarz). Nagroda przyznawana jest w dwóch kategoriach:
- za książkę lub cykl publikacji, które stanowią kontynuację Tischnerowskiego „myślenia według wartości”, dalej określane jako „Dzieło”,
- za inicjatywy duszpasterskie i/lub społeczne będące działaniem według wartości głoszonych przez ks. Józefa Tischnera, dalej określane jako „Inicjatywa”.

## Dotychczasowe laureatki i laureaci[3]
2001
- za pisarstwo religijne lub filozoficzne  – prof. Stefan Swieżawski za Dzieje europejskiej filozofii klasycznej
- za publicystykę lub eseistykę  – Jan Nowak-Jeziorański za całokształt publicystyki
- za inicjatywy duszpasterskie  – ks. Herbert Hlubek

2002
- za pisarstwo religijne lub filozoficzne  – prof. Bronisław Baczko za książkę Hiob mój przyjaciel. Obietnice szczęścia i nieuchronność zła
- za publicystykę lub eseistykę  – Ryszard Kapuściński za całokształt publicystyki
- za inicjatywy duszpasterskie  – Bogdana Pilichowska-Ragno

2003
- za pisarstwo religijne lub filozoficzne  – prof. Barbara Skarga za książkę Ślad i obecność
- za publicystykę lub eseistykę  – Wojciech Jagielski za zbiór reportaży o Afganistanie Modlitwa o deszcz
- za inicjatywy duszpasterskie –  ks. Andrzej Augustyński

2004
- za pisarstwo religijne lub filozoficzne  – ks. Tomasz Węcławski za książkę Królowanie Boga. Dwa objaśnienia wyznania wiary Kościoła
- za publicystykę lub eseistykę  – prof. Wiktor Osiatyński za książkę Rehab
- za inicjatywy duszpasterskie  – Teresa Sawicka i Marta Sawicka

Nagroda Specjalna: pośmiertnie dla Zygmunta Kubiaka za jego twórczość translatorską, a zwłaszcza za przekład Wyznań św. Augustyna
2005
- za pisarstwo religijne lub filozoficzne  –  ks. prof. Wacław Hryniewicz za dwie książki: Kościół jest jeden. Ekumeniczne nadzieje nowego stulecia i Dlaczego głoszę nadzieję?
- za publicystykę lub eseistykę  – Mirosława Grabowska za książkę Podział postkomunistyczny
- za inicjatywy duszpasterskie  –  ks. Manfred Deselaers za pracę nad pojednaniem polsko-niemieckim i chrześcijańsko-żydowskim w Centrum Dialogu i Modlitwy w Oświęcimiu

2006
- za pisarstwo religijne lub filozoficzne  – Karol Tarnowski za książkę: Usłyszeć niewidzialne. Zarys filozofii wiary
- za publicystykę lub eseistykę  – Piotr Kłodkowski za książkę O pęknięciu wewnątrz cywilizacji
- za inicjatywy duszpasterskie – Janina Ochojska-Okońska za działalność w Polskiej Akcji Humanitarnej

2007
- za pisarstwo religijne lub filozoficzne  – Władysław Stróżewski za całokształt twórczości
- za publicystykę lub eseistykę  – Rafał Dutkiewicz za książkę Nowe horyzonty
- za inicjatywy duszpasterskie  – Brat Moris Maurin za książkę Wierzę w Kościół

2008
- za pisarstwo religijne lub filozoficzne  –  ks. Robert Woźniak za książkę Przyszłość, teologia, społeczeństwo
- za publicystykę lub eseistykę  – Krystyna Kurczab-Redlich za książkę Głową o mur Kremla
- za inicjatywy duszpasterskie – s. Anna Bałchan za pracę w Stowarzyszeniu im. Maryi Niepokalanej na rzecz Pomocy Dziewczętom i Kobietom, które chcą porzucić prostytucję

2009
- za pisarstwo religijne lub filozoficzne  –  s. Barbara Chyrowicz za książkę O sytuacjach bez wyjścia w etyce
- za publicystykę lub eseistykę  – Aleksander Smolar za całokształt twórczości
- za inicjatywy duszpasterskie – Katarzyna Kałamajska-Liszcz i Krzysztof Liszcz za wszechstronną pracę na rzecz dzieci adoptowanych – zwłaszcza tych z uszkodzeniem mózgu i dotkniętych syndromem FAS (alkoholowego zespołu płodowego).

2010
- za pisarstwo religijne lub filozoficzne  –  ks. Michał Heller za całokształt twórczości.
- za publicystykę lub eseistykę  – Tomasz Rakowski za książkęŁowcy, zbieracze, praktycy niemocy. Etnografia człowieka zdegradowanego
- za inicjatywy duszpasterskie  – Henryka Krzywonos-Strycharska za stworzenie rodziny zastępczej i założenie rodzinnego domu dziecka w Gdańsku

2011
- za pisarstwo religijne lub filozoficzne  – Piotr Sikora za książkę Logos niepojęty
- za publicystykę lub eseistykę  – Dariusz Kosiński za książkę Teatra polskie. Historie
- za inicjatywy duszpasterskie i społeczne – Uniwersytet Dzieci za imponujące pomysłowością, rozmachem i jakością „meblowanie” najmłodszych głów

2012
- za pisarstwo religijne lub filozoficzne – prof. Jerzy Szacki za całokształt twórczości
- za publicystykę lub eseistykę na tematy społeczne – dr Karolina Wigura za książkę Wina narodów. Przebaczenie jako strategia prowadzenia polityki
- za inicjatywy duszpasterskie i społeczne – siostra Małgorzata Chmielewska za cierpliwą i pełną niespożytej inwencji pracę na rzecz bezdomnych i wykluczonych

2013
- za pisarstwo religijne lub filozoficzne – prof. Paweł Śpiewak
- za publicystykę lub eseistykę – dr Michał Łuczewski
- za inicjatywy duszpasterskie i społeczne – Stowarzyszenie na Rzecz Niepełnosprawnych SPES

2014
- za pisarstwo religijne lub filozoficzne – ks. Jan Kracik za całokształt twórczości
- za publicystykę lub eseistykę – prof. Karol Modzelewski za książkę Zajeździmy kobyłę historii. Wyznania poobijanego jeźdźca
- za inicjatywy duszpasterskie i społeczne – ks. Jacek Ponikowski za stworzenie Domu dla Niewidomych Mężczyzn im. Matki Elżbiety Czackiej w Niepołomicach i twórczą kontynuację dzieła Matki Czackiej.

2015
- za pisarstwo religijne lub filozoficzne – Jacek Filek za książkę Etyka. Reinterpretacja
- za publicystykę lub eseistykę – Antoni Kroh za całokształt twórczości
- za inicjatywy duszpasterskie i społeczne – Jan Młynarczyk za pracę w Fundacji na Rzecz Osób Niepełnosprawnych „ARKADIA” z Torunia

2016
- za pisarstwo religijne lub filozoficzne – o. Jan Andrzej Kłoczowski za całokształt twórczości
- za publicystykę lub eseistykę – Jerzy Sosnowski za książkę Co Bóg zrobił szympansom?
- za inicjatywy duszpasterskie i społeczne – ks. Józef Krawiec za działalność na rzecz ludzi społecznie wykluczonych

2017
- za pisarstwo religijne lub filozoficzne – prof. Ireneusz Ziemiński za studium Eschatologia filozoficzna. Wokół książki „Życie wieczne”
- za publicystykę lub eseistykę – Ewa Siedlecka za wnikliwe artykuły na temat sporu o Trybunał Konstytucyjny, w których ujawniała i komentowała przypadki naruszenia praworządności
- za inicjatywy duszpasterskie i społeczne – ks. Mirosław Tosza za działalność na rzecz ubogich i odrzuconych

2018
- za pisarstwo religijne lub filozoficzne – Miłosz Puczydłowski za studium Religia i sekularyzm. Współczesny spór o sekularyzację
- za publicystykę lub eseistykę – Krzysztof Czyżewski za książkę Małe centrum świata. Zapiski praktyka idei
- za inicjatywy duszpasterskie i społeczne – Jakub Wygnański za całokształt działalności na rzecz sektora organizacji pozarządowych w Polsce

2019
- za pisarstwo religijne lub filozoficzne – Ludwik Wiśniewski za książkę Nigdy nie układaj się ze złem
- za publicystykę lub eseistykę – Łukasz Garbal za książkę Jan Józef Lipski. Biografia źródłowa
- za inicjatywy duszpasterskie i społeczne – Lidia Niedźwiedzka-Owsiak i Jerzy Owsiak za działalność w ramach Fundacji Wielka Orkiestra Świątecznej Pomocy

2020
- za pisarstwo religijne lub filozoficzne – Robert Piłat
- za publicystykę lub eseistykę – Aleksandra Domańska
- za inicjatywy duszpasterskie i społeczne – Marina Hulia

2021
- za pisarstwo religijne lub filozoficzne – Tomáš Halík za książkę Czas pustych kościołów
- za publicystykę lub eseistykę – Łukasz Lamża za książkę Światy równoległe. Czego uczą nas płaskoziemcy, homeopaci i różdżkarze
- za inicjatywy duszpasterskie i społeczne – Archidiecezjalny Zespół Domowej Opieki Paliatywnej w Warszawie za mądre prowadzenie chorych przez trudny proces udręczonego odchodzenia oraz za wspieranie ich rodzin i najbliższych

2022
- za pisarstwo – Zbigniew Nosowski
- za zaangażowanie społeczne – Grupa Granica i Klub Inteligencji Katolickiej w Warszawie

2023
- za pisarstwo – Konstanty Gebert
- za zaangażowanie społeczne – Anna Dymna

2024
- za pisarstwo – Jarosław Hrycak
- za zaangażowanie społeczne – Robert Drogoś